# 吉德尔巴哈
吉德尔巴哈（Gidderbaha），是印度旁遮普邦Muktsar县的一个城镇。总人口36593（2001年）。

## 人口
该地2001年总人口36593人，其中男性19328人，女性17265人；0—6岁人口4496人，其中男2472人，女2024人；识字率62.55%，其中男性为68.18%，女性为56.25%。